# Most Kuokkala
Most Kuokkala (fiń. Kuokkalan silta) – most w Jyväskylä, w Finlandii, nad jeziorem Jyväsjärvi. Łączy Kuokkala, w południowej części miasta z centrum. Most został ukończony w 1989 roku.